# 新米爾伊夫卡 (巴什坦卡區)
47°10′33″N 32°21′34″E / 47.17583°N 32.35944°E
新米爾伊夫卡（烏克蘭語：Новомар'ївка），是烏克蘭的村落，位於該國南部尼古拉耶夫州，由巴什坦卡區負責管轄，始建於1867年，面積0.2平方公里，海拔高度68米，2001年人口63，人口密度每平方公里315人。